# Dirk Martensprijs
De Dirk Martensprijs is een literaire prijs die jaarlijks door de Belgische stad Aalst wordt uitgereikt. De prijs wordt beurtelings toegekend in de genres poëzie, verhalend proza en essay. Er is een bedrag aan verbonden van 2.500 euro.

## Laureaten
- 1962 – Maurice D'Haese
- 1963 – Marcel Wauters en Willy Roggeman
- 1964 – Willem M. Roggeman
- 1965 – Daniël Robberechts
- 1966 – Marcel van Maele
- 1967 – Maria Rosseels
- 1968 – Gust Gils
- 1969 – Mark Andries
- 1970 – Albert Bontridder
- 1971 – Louis Paul Boon
- 1972 – Erik van Ruysbeek
- 1973 – Hugo Raes
- 1974 – Ben Cami
- 1975 – Claude van de Berge
- 1976 – Herman de Coninck
- 1977 – Paul de Wispelaere
- 1978 – Mark Insingel
- 1979 – Paul Koeck
- 1980 – Paul Snoek
- 1981 – Walter van den Broeck
- 1982 – Willy Spillebeen
- 1983 – Bert Van Hoorick
- 1984 – Hedwig Speliers
- 1985 – Monika van Paemel
- 1986 – Luuk Gruwez
- 1987 – Hugo Brems
- 1988 – Ivo Michiels
- 1989 – Leonard Nolens
- 1990 – Geert van Istendael
- 1991 – Leo Pleysier
- 1992 – Roland Jooris
- 1993 – Michel van der Plas
- 1994 – Cees Nooteboom
- 1995 – Miriam Van hee
- 1996 – Patricia De Martelaere
- 1997 – Thomas Rosenboom
- 1998 – Peter Verhelst
- 1999 – Jan Fontijn
- 2000 – Pol Hoste
- 2001 – Peter Holvoet-Hanssen
- 2002 – Hugo Bousset
- 2003 – Hella Haasse
- 2004 – Hubert van Herreweghen
- 2005 – Sybren Polet
- 2006 – A.F.Th. van der Heijden
- 2007 – Christine D'haen
- 2008 – Bernard Dewulf
- 2016 - Renaat Ramon en Lies Van Gasse